# Charles Duvivier

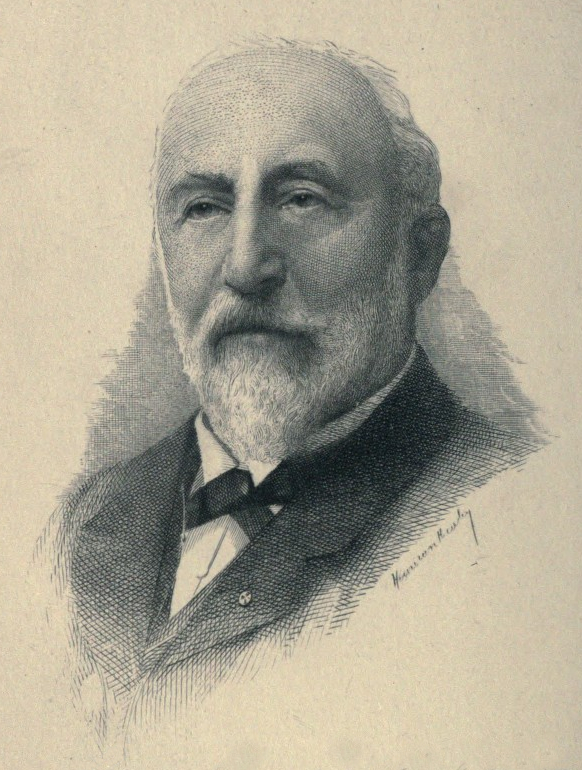
Charles Duvivier

Charles Albert Duvivier (Leuze, 10 augustus 1834 - Watermaal-Bosvoorde, 13 juli 1909) was een Belgisch rechtsgeleerde, advocaat en historicus.

## Biografie

### Loopbaan
Charles Duvivier liep school aan het atheneum van Doornik. In 1857 behaalde hij de graad van doctor in de rechten aan de Université libre de Bruxelles. Beroepshalve werd hij advocaat. Van 1879 tot 1881 was hij stafhouder van de Orde van Advocaten. In 1883 werd hij advocaat bij het Hof van Cassatie. Hij was tevens stafhouder bij het hof van beroep en het Hof van Cassatie.
In 1875 werd hij buitengewoon hoogleraar aan de Brusselse universiteit. Tot 1880 doceerde hij encyclopedie van het recht en van 1876 tot 1878 inleiding tot het burgerlijk recht. In 1878 werd hij gewoon hoogleraar. Vanaf dan doceerde hij de cursus burgerlijke rechtsprocedure. In 1907 diende hij zijn ontslag in.
Duvivier publiceerde veel werken over rechtsgeschiedenis. Volgens hem was kennis van het oude recht, in het bijzonder het middeleeuwse recht, onontbeerlijk om de eigentijdse instellingen volledig te begrijpen. Zijn belangstelling ging verder uit naar economische en sociale geschiedenis en de geschiedenis van Henegouwen en Leuze. Zijn tweedelig werk over Henegouwen van de 7e tot de 12e eeuw, Recherches sur le Hainaut ancien du VIIe au XIIe siècle, kreeg grote waardering. Zijn bijdrage La Querelle des d'Avesnes et des Dampierre werd in 1896 met de vijfjaarlijkse prijs van nationale geschiedenis bekroond. Hij verzamelde bovendien afschriften van originele akten, waarvan een deel door het oorlogsgeweld in de Eerste of Tweede Wereldoorlog werd vernield. Hij schreef bijdragen voor Bulletin de l'Académie royale de Belgique, Annuaire de l'Académie royale de Belgique, Revue trimestrielle, Koninklijke Commissie voor Geschiedenis, Revue d'histoire et d'archéologie en La Belgique judiciaire.
Hij was:
- corresponderend lid van de Société des sciences, des arts et des lettres du Hainaut (1862),
- corresponderend lid en gewoon lid (1880) van de Cercle archéologique de Mons,
- lid van de Koninklijke Academie van België (1895),
- lid van de Koninklijke commissie voor de uitgave der oude wetten en verordeningen van België (1906),
- lid van de Koninklijke Academie voor Oudheidkunde van België (1890),
- lid van de Société historique et littéraire (1873).

### Eerbetoon
Naar aanleiding van zijn dertigjarig professoraat in 1905 werd Duvivier gehuldigd; bij de Klasse der Letteren van de Koninklijke Academie van België werd een prijs in de rechtsgeschiedenis die zijn naam ingericht. Ze werd in 1908 voor het eerst uitgereikt.
Sinds 1905 draagt een straat in Leuze zijn naam.

## Publicaties (selectie)
- Recherches sur le Hainaut ancien (Pagus Hainoensis) du VIIe au XIIe siècle, 2 vol., Brussel, Olivier, 1865.
- De la propriété des anciens cimetières, avec une notice sur les fabriques d'autrefois, et divers documents, en partie inédits, sur la question, Brussel, Jamin et Coosemans, 1878.
- Considérations sur la loi du 10 vendémiaire an IV à l'occasion du pourvoi de la ville de Bruxelles contre un jugement du tribunal de cette ville en date du 20 juin 1883, Brussel, Bruylant-Christophe, 1886.
- Les influences française et germanique en Belgique au XIIIe siècle. La querelle des d'Avesnes et des Dampierre jusqu'à la mort de Jean d'Avesnes (1257), 2 vol., Brussel, Mucquardt 1894.
- Actes et documents anciens intéressant la Belgique, Brussel, Hayez, 1898.
- Actes et documents anciens intéressant la Belgique. Nouvelle série, Brussel, Kiessling, 1903.